# Biesłan Barcyc
Biesłan Konstantinowicz Barcyc (ur. 22 lipca 1978 w Gagrze) – abchaski polityk, premier Abchazji od 5 sierpnia 2016 do 24 kwietnia 2018 .

## Życiorys
Biesłan Barcyc ukończył studia na Wydziale Prawa Abchaskiego Uniwersytetu Państwowego. W latach 2001–2004 studiował na Rostowskim Uniwersytecie Państwowym w Rostowie nad Donem. 
W latach 2007–2009 był asystentem wiceprezydenta Abchazji, Raula Chadżymby. W lutym 2011 został członkiem Zgromadzenia rejonu Gagra, a w marcu 2012 członkiem Zgromadzenia Ludowego Abchazji (parlamentu). W październiku 2014 przejął obowiązki szefa administracji rejonu Gagra, a w 2015 objął stanowisko szefa administracji rządowej tegoż rejonu. 16 maja 2016 został mianowany na stanowisko szefa administracji prezydenta Raula Chadżimby. 
5 sierpnia 2016 prezydent Raul Chadżimba powołał go na urząd premiera Abchazji. Pełnił funkcję do 24 kwietnia 2018.